# Osová souměrnost
Osová souměrnost je typ geometrického zobrazení. Osová souměrnost zachovává vzdálenosti (i úhly), jedná se tedy o druh shodnosti.

## Definice

Osová souměrnost.

Osová souměrnost v rovině nebo prostoru s přímkou o jako osou (souměrnosti) je takové zobrazení, které zobrazuje prvky osy o na sebe samé a bod {\displaystyle A} ležící mimo osu o s průmětem {\displaystyle S} do osy o na bod {\displaystyle A^{\prime }}, který se nachází na polopřímce opačné k {\displaystyle SA} ve stejné vzdálenosti od {\displaystyle S} jako bod {\displaystyle A} (tj. platí pro něj {\displaystyle |SA|=|SA^{\prime }|}).
Útvar (ať již na přímce, v rovině nebo v prostoru) označujeme za osově souměrný, pokud je v nějaké osové souměrnosti obrazem sebe sama. Osu této souměrnosti pak nazýváme osou útvaru.
Osové souměrnosti v rovině jsou důležité, protože každá shodnost v rovině se dá složit z nejvýše tří osových souměrností.
Osovou souměrnost lze definovat i v euklidovském prostoru vyšších dimenzí, nazývá se pak obecně souměrnost podle přímky.

## Příklady
- Úsečka má v rovině dvě osy souměrnosti – kolmici v jejím středu a přímku, na které úsečka leží. Přímka je osově souměrná, osou je libovolná různoběžná kolmice nebo přímka sama.
- Rovnoramenný trojúhelník, který není rovnostranný, má jedinou osu souměrnosti, osu jeho základny.
- Trojúhelník, který není rovnoramenný, není osově souměrný.
- Všechny pravidelné mnohoúhelníky jsou osově souměrné. Počet různých os souměrnosti je roven počtu vrcholů mnohoúhelníka – například rovnostranný trojúhelník má tři osy souměrnosti, čtverec čtyři, pravidelný šestiúhelník šest.
- Kruh (i kružnice) jsou příkladem útvarů s nekonečně mnoha osami souměrnosti – každá přímka (v jejich rovině) procházející středem je osou souměrnosti.
- Hyperbola, elipsa i parabola jsou dalšími příklady osově souměrných rovinných útvarů.

- Krychle, koule, kužel nebo válec jsou příkladem osově souměrného prostorového útvaru.
- Jehlan je osově souměrný pouze za předpokladu, že jeho základna je středově souměrný rovinný útvar a jeho vrchol leží na kolmici na rovinu základny procházející středem souměrnosti základny.

## Vlastnosti
Osová souměrnost je sama sobě inverzním zobrazením – složením dvou osových souměrností se stejnou osou vzniká identita. Osová souměrnost je tedy (jako každá souměrnost) involucí.
Osová souměrnost v rovině mění orientaci útvarů – pokud bylo pořadí vrcholů v trojúhelníku ve směru pohybu hodinových ručiček, pak pořadí jejich obrazů v osové souměrnosti je proti směru hodinových ručiček a naopak.
Osová souměrnost v (trojrozměrném) prostoru je zároveň otočením o 180 stupňů okolo stejné osy, takže je to přímá shodnost (přemístění) a orientaci zachovává.
Body ležící na ose souměrnosti jsou právě všechny její samodružné body. Všechny přímky kolmé k ose souměrnosti jsou samodružné.
Osová souměrnost v rovině má jen dva samodružné směry – směr její osy a směr k ní kolmý. V prostoru je rovněž samodružný směr osy a každý k ní kolmý.